# توپ طلای فیفا ۲۰۱۴
توپ طلای فیفا ۲۰۱۴ پنجمین مراسم توپ طلای فیفا بود که در ۱۲ ژانویه ۲۰۱۵ در زوریخ برگزار شد. در این مراسم کریستیانو رونالدو برای سومین بار به عنوان بهترین بازیکن جهان در سال ۲۰۱۴ برگزیده شد و توپ طلای فیفا را از آن خود کرد. ندیم کسلر بازیکن تیم ملی آلمان و باشگاه ولفسبورگ در رقابت با مارتا از برزیل و ابی وامباکاز آمریکا موفق شد عنوان بهترین بازیکن زن جهان را به خود اختصاص دهد. یوآخیم لو بهترین مربی جهان و رالف کلرمن بهترین مربی فوتبال زنان شدند.

## توپ طلای فیفا
| رتبه | بازیکن            | ملیت     | باشگاه      | آرا    |
| ---- | ----------------- | -------- | ----------- | ------ |
| ۱    | کریستیانو رونالدو | پرتغال   | رئال مادرید | ۳۷٫۶۶٪ |
| ۲    | لیونل مسی         | آرژانتین | بارسلونا    | ۱۵٫۷۶٪ |
| ۳    | مانوئل نویر       | آلمان    | بایرن مونیخ | ۱۵٫۷۲٪ |

## بازیکن زن سال فیفا
ده بازیکن در فهرست نامزدهای جایزهٔ بهترین بازیکن زن سال فیفا قرار داشتند که به شرح زیر است:
| رتبه | بازیکن          | ملیت                | باشگاه                                          | آرا    |
| ---- | --------------- | ------------------- | ----------------------------------------------- | ------ |
| ۱    | ندین کسلر       | آلمان               | وولفسبورگ                                       | ۱۷٫۵۲٪ |
| ۲    | مارتا           | برزیل               | تیرسو اف ف روزنگرد                              | ۱۴٫۱۶٪ |
| ۳    | ابی وامباک      | ایالات متحده آمریکا | وسترن نیویورک فلش                               | ۱۳٫۳۳٪ |
| ۴    | نادین آنگرر     | آلمان               | پورتلند تورنز بریزبن رور                        | ۱۳٫۱۶٪ |
| ۵    | آیا میاما       | ژاپن                | اوکایاما یونوگو بل ‌                             | ۱۰٫۴۸٪ |
| ۶    | لوییزا نسیب     | فرانسه              | لیون                                            | ۷٫۱۸٪  |
| ۷    | ناهومی کاواسومی | ژاپن                | سیاتل رین باشگاه فوتبال آی ان ای سی کوبه لئونسا | ۶٫۵۱٪  |
| ۸    | برونیکا بوکته   | اسپانیا             | پورتلند تورنز باشگاه فوتبال ۱.اف‌اف‌سی فرانکفورت  | ۶٫۱۵٪  |
| ۹    | لوتا شلین       | سوئد                | لیون                                            | ۶٫۰۶٪  |
| ۱۰   | نیلا فیشر       | سوئد                | وولفسبورگ                                       | ۵٫۴۵٪  |

## تیم منتخب ۲۰۱۴
| پست | بازیکن            | تیم ملی  | باشگاه                      |
| --- | ----------------- | -------- | --------------------------- |
| GK  | مانوئل نویر       | آلمان    | بایرن مونیخ                 |
| DF  | سرخیو راموس       | اسپانیا  | رئال مادرید                 |
| DF  | دیوید لوییز       | برزیل    | چلسی/ پاری سن ژرمن          |
| DF  | تیاگو سیلوا       | برزیل    | پاری سن ژرمن                |
| DF  | فیلیپ لام         | آلمان    | بایرن مونیخ                 |
| MF  | آندرس اینیستا     | اسپانیا  | بارسلونا                    |
| MF  | تونی کروس         | آلمان    | Bayبایرن مونیخ/ رئال مادرید |
| MF  | آنخل دی‌ماریا      | آرژانتین | رئال مادرید/ منچستر یونایتد |
| FW  | آرین روبن         | هلند     | بایرن مونیخ                 |
| FW  | لیونل مسی         | آرژانتین | بارسلونا                    |
| FW  | کریستیانو رونالدو | پرتغال   | رئال مادرید                 |